# Combat de Pelagosa
Guerres napoléoniennes
Batailles
Campagne d'Allemagne et d'Autriche
- Sacile
- Teugen-Hausen
- Raszyn
- Abensberg
- Landshut
- Eckmühl
- Ratisbonne
- Neumarkt
- Radzymin (en)
- Caldiero
- Dalmatie
- Ebersberg
- Piave
- Malborghetto
- Linz (en)
- Essling
- Sankt Michael
- Stralsund
- Raab
- Gratz
- Wagram
- Korneuburg
- Stockerau
- Gefrees (en)
- Hollabrunn
- Schöngrabern (en)
- Znaïm
- Ölper

Batailles navales
- Martinique
- Sables-d'Olonne
- Île d'Aix
- Walcheren
- Lissa
- Pelagosa

Campagne de l'île Maurice
- Sainte-Rose
- Saint-Paul
- Île Bonaparte
- Grand Port
- Île de France
- Tamatave

Campagne d'Espagne
Rébellion du Tyrol
Le combat de Pelagosa ou bataille navale de Pelagosa ou bataille navale de Palagruža est un engagement naval qui a lieu le 29 novembre 1811, durant les guerres napoléoniennes, pendant la Campagne de l'Adriatique (1807-1814), entre les frégates britanniques Alceste et Active, et la frégate française Pomone. Cette action menée près de l’île alors française de Pelagosa (aujourd'hui Palagruža en Croatie) fait partie d’une série d’opérations navales menées entre 1807 et 1814 pour la domination de l’Adriatique. Les actions britanniques visaient à ralentir le mouvement des troupes et des approvisionnements français.
Le combat eut lieu plus de huit mois après la victoire décisive des Britanniques sur les Français à la bataille de Lissa. La bataille de novembre 1811, qui fut la première action notable depuis la bataille de Lissa, résulte de l’interception par les Britanniques d’un convoi militaire français se rendant de Corfou à Trieste avec une cargaison de canons.

## Contexte
Depuis la  Guerre de la troisième coalition, les Français maintenaient des royaumes de tutelle en Italie et à Naples qui contrôlaient les rives occidentales de la mer Adriatique. Au cours des quatre années suivantes, les traités de Tilsit et de Schönbrunn avaient mis les îles et les territoires stratégiquement importants aux mains de Napoléon, qui contrôlait directement la côte orientale. Ces traités avaient permis à l’Empire de saisir non seulement plusieurs îles forteresses importantes, et plus particulièrement Corfou, mais également de nombreux chantiers navals et des ports d’importance. Néanmoins, la menace d’une attaque par l’Autriche, la Russie ou les armées ottomanes, ainsi que le terrain montagneux des Balkans qui obligeait à établir des garnisons uniquement ravitaillables par voie maritime, rendait le contrôle de l’Adriatique encore plus difficile que ne l’avait été sa prise.
Prééminente dans la Méditerranée depuis la bataille de Trafalgar en 1805, la Royal Navy cherchait à perturber les convois français à travers l’Adriatique. Après le retrait de la Russie en 1807, la Royal Navy y envoya une petite escadre de frégates commandée par le capitaine William Hoste, qui s’empara de l’ile illyrienne de Lissa pour en faire une base d’où il mena une campagne contre les Français et leurs alliés qui força la marine française à déployer des forces beaucoup plus importantes afin de le combattre. Cette suite d’attaques et de contre-attaques se poursuivit jusqu’en mars 1811, lorsque Bernard Dubourdieu, le commandant français de l’Adriatique, attaqua Lissa avec une force deux fois supérieure à celle d’Hoste. Dans la bataille qui s’ensuivit, Hoste mit non seulement ses adversaires en déroute, mais il captura deux navires, en coula un autre et tua Dubourdieu.
Grièvement blessé après la bataille de Lissa, Hoste fit voile pour l’Angleterre à bord du HMS Amphion. Comme les conflits étaient largement dispersés, le capitaine James Brisbane, qui avait pris la succession de Hoste, délégua ses ordres à divers commandants d’escadres et petits croiseurs indépendants qui enchaînèrent les succès dans l’Adriatique contre les convois français. Le 27 novembre 1811, le HMS Eagle réussit à lui tout seul à déjouer une tentative d’acheminement de ravitaillement à Corfou et à capturer la frégate désarmée Corceyre. Le lendemain, à 7 h, un message arrivait à Port-Saint-George sur Lissa avertissant qu’un autre convoi français avait été aperçu près de l’île.

## Poursuite
Le capitaine Murray Maxwell, qui était en novembre 1811 le commandant de Lissa avec le HMS Alceste, deux autres frégates et un sloop, répondit en préparant son escadre à chercher et supprimer le convoi. Une tentative d’invasion l’année précédente incitait toutefois les défenseurs britanniques la prudence, et Maxwell fit en conséquence contraint de débarquer 30 marins et la plupart de ses marines à Port Saint-George et d’y laisser le HMS Acorn avec ses 20 canons pour le protéger. Ainsi diminué et retardé, la division de Maxwell, qui supposait que le convoi se composait des survivants de la bataille de Lissa, la Danaé, le Flore et la Corona, naviguant désormais de Trieste vers Corfou pour ravitailler l’île, ne quitta Port Saint-Georges qu’à 19 h.
Peu de temps après avoir dépassé la pointe sud de Lissa, les navires britanniques tombent sur un navire marchand neutre en route pour Malte, à bord duquel se trouvait un ancien lieutenant du HMS Unite, John McDougal qui, lorsqu’il vit passer les navires français identifia le convoi en direction du nord de Corfou plutôt que du sud. Il ordonna au navire marchand de retourner à Lissa pour prévenir ses compatriotes. Le convoi français sous le commandement du commandant François-Gilles Montfort se composait de trois navires, les frégates Pomone et Pauline, et la corvette Persane. Le convoi qui avait quitté Corfou le 16 novembre transportait une cargaison de canons destinée à Trieste.

## Forces en présence
| Escadre du commandant Montfort,                 | Escadre du commandant Montfort, | Escadre du commandant Montfort, | Escadre du commandant Montfort, | Escadre du commandant Montfort,                 | Escadre du commandant Montfort, | Escadre du commandant Montfort, | Escadre du commandant Montfort, | Escadre du commandant Montfort,                                  | Escadre du commandant Montfort, | Escadre du commandant Montfort, |
| Navire                                          | Classe                          | Canons                          | Marine                          | Commandant                                      | Pertes                          | Pertes                          | Pertes                          | Notes                                                            |                                 |                                 |
| Navire                                          | Classe                          | Canons                          | Marine                          | Commandant                                      | Tués                            | Blessés                         | Total                           | Notes                                                            |                                 |                                 |
| ----------------------------------------------- | ------------------------------- | ------------------------------- | ------------------------------- | ----------------------------------------------- | ------------------------------- | ------------------------------- | ------------------------------- | ---------------------------------------------------------------- | ------------------------------- | ------------------------------- |
| Pauline (en)                                    | Frégate                         | 40                              |                                 | Commandant François-Gilles Montfort (en)        | -                               | -                               | inconnu                         |                                                                  |                                 |                                 |
| Pomone                                          | Frégate                         | 40                              |                                 | Capitaine de frégate Claude du Campe de Rosamel | -                               | -                               | ~ 50                            | Capturée et ramenée en Grande-Bretagne, puis envoyée à la casse. |                                 |                                 |
| Persane (en)                                    | Corvette                        | 26                              |                                 | Capitaine Joseph-André Satie                    | 0                               | 0                               | 0                               | Capturée et vendue au bey de Tunis.                              |                                 |                                 |
| Pertes françaises : au moins 50 tués ou blessés |                                 |                                 |                                 |                                                 |                                 |                                 |                                 |                                                                  |                                 |                                 |

| Escadre du capitaine Maxwell,                           | Escadre du capitaine Maxwell, | Escadre du capitaine Maxwell, | Escadre du capitaine Maxwell, | Escadre du capitaine Maxwell,         | Escadre du capitaine Maxwell, | Escadre du capitaine Maxwell, | Escadre du capitaine Maxwell, | Escadre du capitaine Maxwell,                    | Escadre du capitaine Maxwell, | Escadre du capitaine Maxwell, |
| Navire                                                  | Classe                        | Canons                        | Marine                        | Commandant                            | Pertes                        | Pertes                        | Pertes                        | Notes                                            |                               |                               |
| Navire                                                  | Classe                        | Canons                        | Marine                        | Commandant                            | Tués                          | Blessés                       | Total                         | Notes                                            |                               |                               |
| ------------------------------------------------------- | ----------------------------- | ----------------------------- | ----------------------------- | ------------------------------------- | ----------------------------- | ----------------------------- | ----------------------------- | ------------------------------------------------ | ----------------------------- | ----------------------------- |
| HMS Alceste                                             | Frégate                       | 38                            |                               | Capitaine Murray Maxwell (en)         | 7                             | 13                            | 20                            |                                                  |                               |                               |
| HMS Active (en)                                         | Frégate                       | 38                            |                               | Capitaine James Alexander Gordon (en) | 9                             | 26                            | 35                            |                                                  |                               |                               |
| HMS Unite                                               | Frégate                       | 36                            |                               | Capitaine Edwin Henry Chamberlayne    | 2                             | 4                             | 6                             |                                                  |                               |                               |
| HMS Kingfisher (en)                                     | Sloop                         | 18                            |                               | Capitaine Ewell Tritton               | 0                             | 0                             | 0                             | Navire indépendant, ne prend pas part au combat. |                               |                               |
| Pertes britanniques : 18 tués et 43 blessés (61 hommes) |                               |                               |                               |                                       |                               |                               |                               |                                                  |                               |                               |

## Déroulement de la bataille
Faisant voile au sud près de l’île d’Augusta sur l’Active, le capitaine Gordon aperçut la force française à 9 h 20 le 29 novembre, faisant voile vers le nord-ouest. Les navires français maintinrent d’abord le cap mais, après s’être aperçu que les bâtiments qui approchait était britanniques, Montfort mit toutes voiles hors dans l’espoir d’échapper à ses poursuivants. Lorsqu’il fut évident, vers 11h00, que la Persane n’arriverait pas à soutenir le rythme des deux frégates, cette dernière mit les voiles vers le nord-est dans l’espoir de s’échapper. L’Active commença par donner la chasse au navire le plus petit, mais Maxwell le rappela pour envoyer l’Unite après la Persane, tandis que l’Active et l’Alceste se lançaient à la poursuite des deux grands navires. Alors que l’Alceste était sur le point, vers 11 h 50, de rattraper le navire français lourdement chargé, Maxwell envoya à Gordon ce signal télégraphique : « Souvenez-vous de la bataille de Lissa », où huit mois auparavant Hoste avait envoyé le signal « Souvenez-vous de Nelson ».
À 12 h 30, la Persane tira les premiers coups de feu près de l’île de Pelagosa, mais ce ne fut qu’une heure plus tard que commença l’action lorsque l’Alceste et la Pomone échangèrent des coups de canons de leur poupe et de leur proue. À 13 h 40, l’Alceste tira sa bordée sur la Pomone et amena simultanément toutes les voiles pour essayer d’atteindre la Pauline, effort déjoué lorsqu’un tir de la Pomone abattit le mât principal de l’Alceste, le ralentissant soudainement et permettant à la Pauline de reprendre un peu d’avance. À 14 h, l’Active, à pied d’œuvre, fit également feu sur la Pomone, obligeant Montfort à ramener la Pauline pour la protéger de sa puissance de feu. À 14 h 20, le combat s’était divisé en deux entre l’Active et la Pomone, et entre l’Alceste et la Pauline. La Pomone fut particulièrement endommagée, mais l’Active subit également de lourds dégâts. Au plus fort du combat, le capitaine Gordon eut la jambe sectionnée par un boulet de 32.
L’arrivée, à 15 h 5, d’un autre navire britannique à l’horizon, le sloop HMS Kingfisher, convainquit Montfort que la Pomone ne pouvait plus être protégée contre la supériorité du nombre. La Pauline mit toutes voiles hors vers l’ouest, loin de ses adversaires ou trop endommagés ou trop éloignés pour le poursuivre. L’Alceste et l’Active furent désormais libres de concentrer leurs bordées sur la Pomone qui, ayant bientôt perdu ses deux mâts, fut obligée de se rendre pour empêcher son anéantissement. La Pauline réussit à s’échapper et à atteindre Ancône, non sans avoir subi de graves dommages.

## Le duelUnite-Persane
Le combat secondaire de la bataille eut d’abord lieu à la vue des autres combattants, la Persane tirant ses premiers coups de feu sur l’Unite qui la pourchassait à 12 h 30. Plus rapides et plus maniables que les autres navires grâce à leur petite taille, ce n’est qu’à 16 h que l’Unite captura la Persane. Tous deux avaient échangé des bordées à longue portée au cours de la poursuite à partir de leurs armes de poupe et de proue, faisant six blessés à bord de l’Unite, et aucun sur la Persane. À première vue, la Persane semblait être une frégate de taille similaire à l’Unite, mais le navire français n’était en fait que légèrement armé, avec 26 petits canons contre 36 pour son adversaire. Par conséquent, lorsque le capitaine Satie comprit que son navire ne pourrait pas distancer l’Unite, il se rendit, après avoir lâché une bordée, plutôt que d’être détruit par le navire plus puissant.

## Conséquences
Les pertes subies furent relativement lourdes de part et d’autre. Les navires britanniques, avec leurs équipages réduits, eurent 61 hommes de tués ou de blessés tandis que les Français en ont perdu plus de 50 sur la seule Pomone. Il n’y eut pas de victimes sur la Persane, et bien qu'inconnues, les pertes subies par l’équipage de la Pauline sont considérées comme lourdes étant donné son délabrement. Les Français ont également perdu la cargaison à bord de la Persane et de la Pomone, qui s’élevait à 201 canons en bronze et en fer, 220 roues de canons en fer et de nombreux autres équipements militaires.
Des promotions furent accordées aux officiers subalternes de l’Alceste et de l’Active. Les deux équipages reçurent des compliments et un prix d’un montant total de 3 500 £ pour leur service dans cette bataille. L’équipage de l’Unite ne fut, en revanche, pas récompensé, probablement en raison de la taille et de l’armement plus réduits de la Persane. Les prix ne furent pas aussi élevés qu’initialement prévus parce qu’aucun des navires capturés n’était de qualité suffisante pour justifier leur achat par la Royal Navy. Construite à la hâte en 1803 comme navire de guerre personnel de Jérôme Bonaparte, la Pomone était par conséquent de construction faible, tandis que la Persane avait été conçue comme un navire cargo plutôt que comme navire de guerre. En fin de compte, la Pomone fut transférée à la Grande-Bretagne, brièvement rebaptisée HMS Ambuscade avant d’être envoyée à la casse tandis que la Persane était vendue au bey de Tunis.
Les conséquences de cette bataille en France furent plus importantes. La perte de deux navires et de plus de 200 canons porta un coup sérieux à l’armée française rassemblée dans les Balkans. Napoléon lui-même s'intéressa à l’affaire et l’historien britannique James Henderson a suggéré que cette bataille le convainquit de son incapacité à contrôler la mer Adriatique, qui était essentielle pour lancer des opérations dans les Balkans. Cette action a pu être un facteur dans sa décision d’abandonner le projet d’envahir l’Empire ottoman et de tourner son attention, à la place, vers la Russie.
La marine française jugea la fuite de la Pauline comme une lâcheté et le capitaine Montfort fut jugé et condamné à mort par un tribunal militaire puis gracié mais rayé des cadres et relevé de tout commandement. En 1817, quand Murray Maxwell visita Sainte-Hélène à son retour des Indes orientales, où le HMS Alceste avait fait naufrage, Napoléon l’accueillit avec ces mots : « votre gouvernement ne doit pas vous blâmer pour la perte de l’Alceste, car vous avez pris une de mes frégates ».
Les effets sur l’Adriatique elle-même furent légers, cette bataille ne faisant que confirmer la domination britannique déjà écrasante dans la région. La marine française continua à chercher des renforts pour ses escadres en concentrant ses efforts sur la construction de plusieurs nouveaux navires dans les ports maritimes italiens qui ne seraient pas prêts avant 1812. Ce combat fut donc la dernière action marquante de l’année dans la mer Adriatique.